# 埃特勒皮
埃特勒皮（法語：Étrepy，法語發音：[etʁəpi]）是法国马恩省的一个市镇，位于该省东南部，属于维特里勒弗朗索瓦区。

## 地理
埃特勒皮（48°45'54"N, 4°48'22"E）面积7.63 平方千米，位于法国大東部大區马恩省，该省份为法国东北部内陆省份，北起阿登省，西北接埃纳省，西南接塞纳-马恩省，南至奥布省，东南接上马恩省，东临默兹省。
与埃特勒皮接壤的市镇（或旧市镇、城区）包括：瑞斯库尔-米讷库尔、索河畔比尼库尔、埃尔斯勒莫吕、莫吕勒蒙图瓦、索河畔帕尔尼。

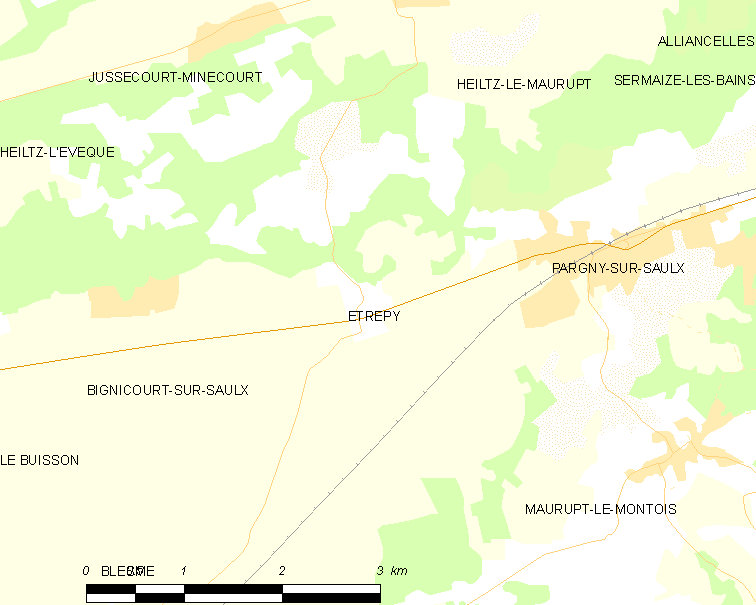
埃特勒皮的OSM定位图

埃特勒皮的时区为UTC+01:00、UTC+02:00（夏令时）。

## 行政
埃特勒皮的邮政编码为51340，INSEE市镇编码为51240。

## 政治
埃特勒皮所属的省级选区为塞迈兹莱班县。

## 人口

1962-2008年间埃特勒皮人口变化图示

埃特勒皮于2022年1月1日时的人口数量为115人。